# Bertil Vallien

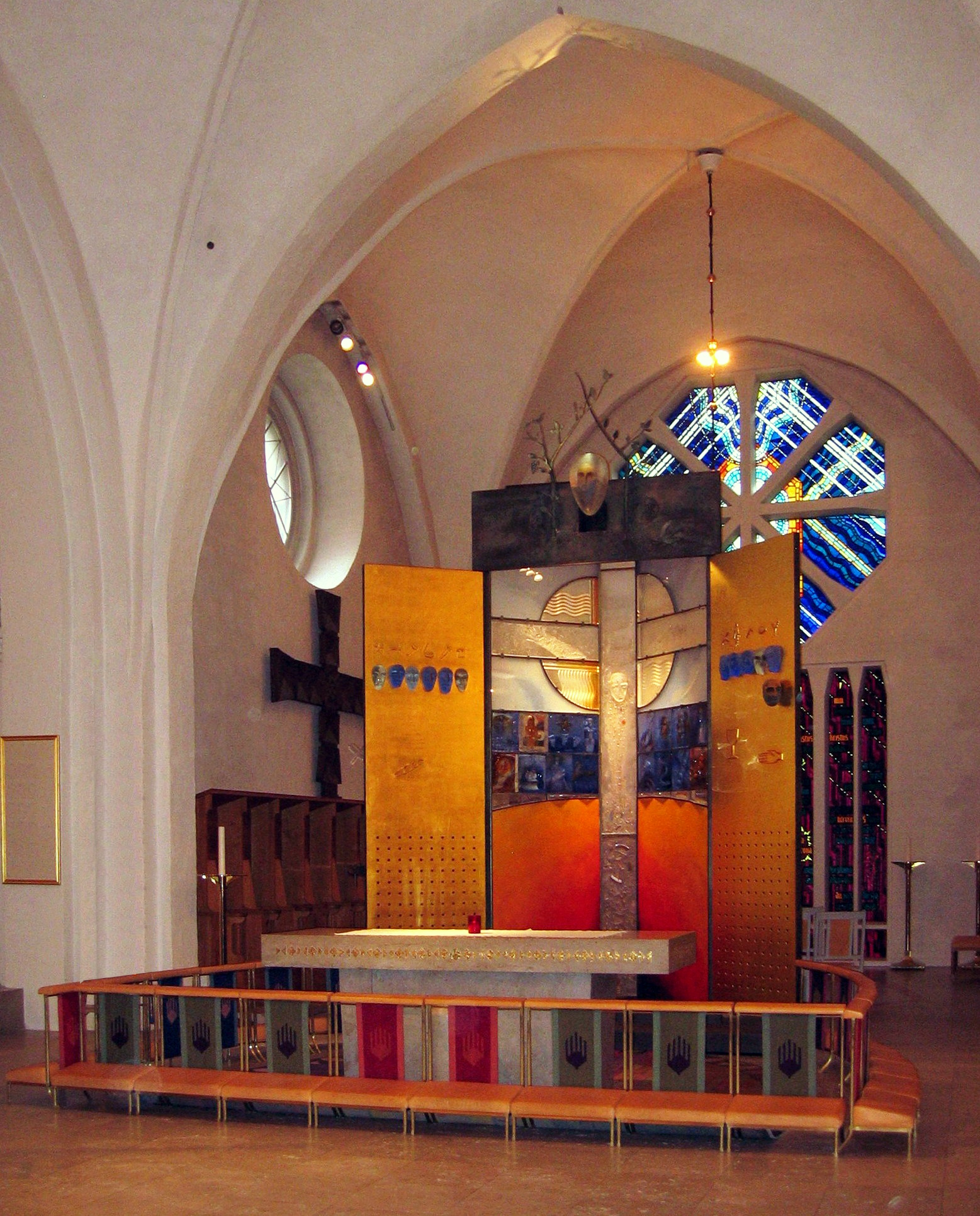
Altarskåp i Växjö domkyrka.

Erik Bertil Vallien, tidigare Wallin, född 17 januari 1938 i Engelbrekts församling i Stockholm, är en svensk skulptör, keramiker, glaskonstnär och formgivare, som huvudsakligen ägnar sig åt glasgjutning.

## Uppväxt och familj
Vallien är son till målaren och predikanten Nils Wallin (1911–1987) och Astrid, född Andersson (1908–1992). Han växte upp i villaförorten Sollentuna köping norr om Stockholm och var ett av sju barn. Familjen var djupt religiös. Han var gift med konstnären Ulrica Hydman Vallien från 1963 till hennes död 2018.

## Utbildning
Vallien lämnade föräldrahemmet i 15-årsåldern. Efter diverse tillfälliga arbeten som dekoratör på varuhuset PUB och målarlärling på sin fars firma bestämde sig Vallien för att bli konstnär. Han sökte och kom in på en förberedande utbildning på Konstfack 1955. Efter två års studier valde Vallien att gå vidare i keramikfacket. Där fick han Stig Lindberg som huvudlärare. Valliens Konstfacksarbeten bar också spår av Lindbergs uttrycksfulla stil. När han gick ut sommaren 1961 hade Vallien fått Slöjdföreningens silvermedalj och stipendiemedel och med ytterligare stipendium från Kungafonden och H. Ax:son Johnsons stiftelse kunde han genomföra en studieresa till Amerika. Under sin tid i Kalifornien studerade han vid University of Southern California i Los Angeles och arbetade som formgivare vid en keramisk fabrik. Efter besök i några sydamerikanska länder återvände Vallien till Sverige 1963.

## Liv och verk
Vid återkomsten engagerades han först vid Boda glasbruk för att komponera några glasföremål inför företagets 100-årsjubileum och var sedan 1963 verksam först vid Åfors och efter 2012 Kosta glasbruk, där har han framför allt blivit känd för att gjuta glasmassan i sand, sandgjutning. Med denna teknik har han gjort skimrande glasskulpturer av båtar och huvuden. Han har ritat servisglasen Château och Oktav. Hans glasserie Viewpoints kom 1996. Hans uttryck rör sig i en mystisk symbolvärld, där objekten manar till eftertanke.
Vallien är hedersdoktor vid Växjö universitet.

## Utställningar och representation
Separat ställde han ut i Los Angeles 1962 och 1963, Bosjökloster i Skåne, Östersund, Boden, på Nessimhallen i Malmö och Bonniers i New York. Tillsammans med sin fru Ulrica Hydman Vallien ställde han ut i Värnamo och han medverkade i utställningen Young Americans som visades på Museum of Contemporary Crafts i New York 1962 där han tilldelades ett första pris och på Everson Museum of Art i Syracuse, delstaten New York 1963 samt Boda glasbruks jubileumsutställning i Stockholm 1963 och ett flertal konsthantverksutställningar.
Vallien finns representerad vid Nationalmuseum i Stockholm och Kalmar konstmuseum, Röhsska museet, Linköpings lasarett och Everson Museum of Art i Syracuse, New York.
Vallien har liksom hustrun omfattande och permanenta utställningar på Vida museum och galleri på Öland.

## Arbeten (urval)

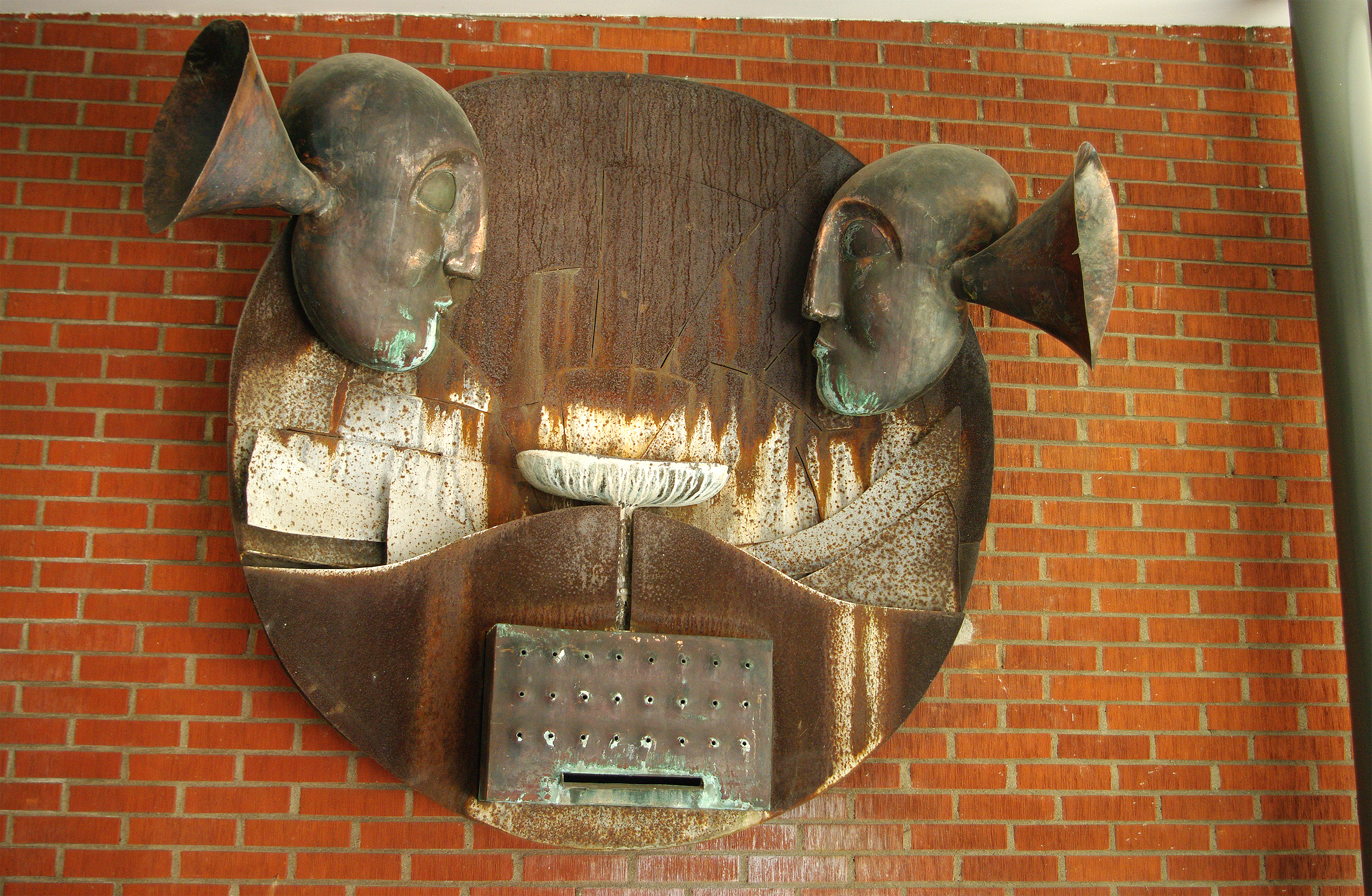
Kommunikation Malmö (1977)
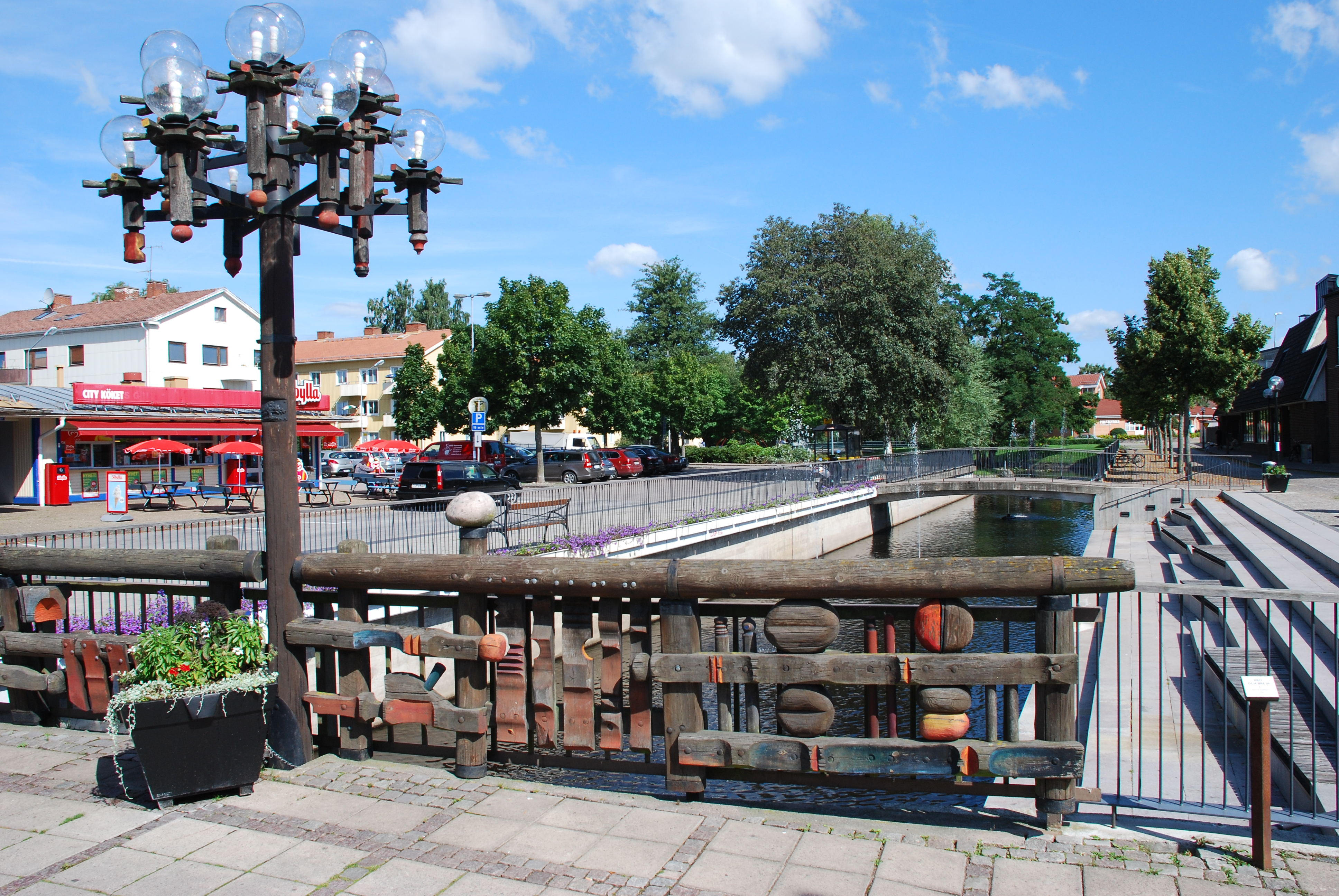
Bro och breja i Nybro (1970)
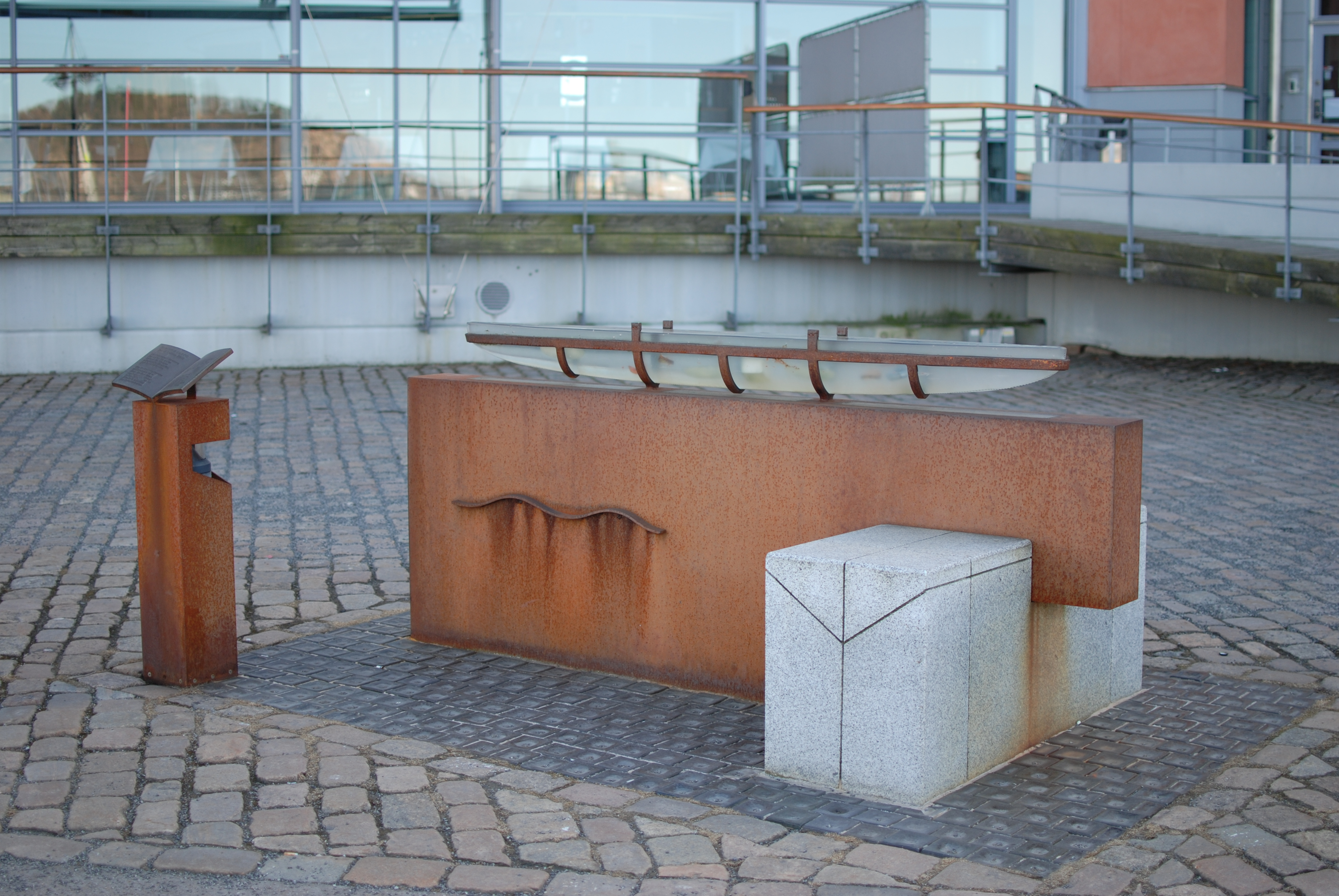
Precious cargo (2002)
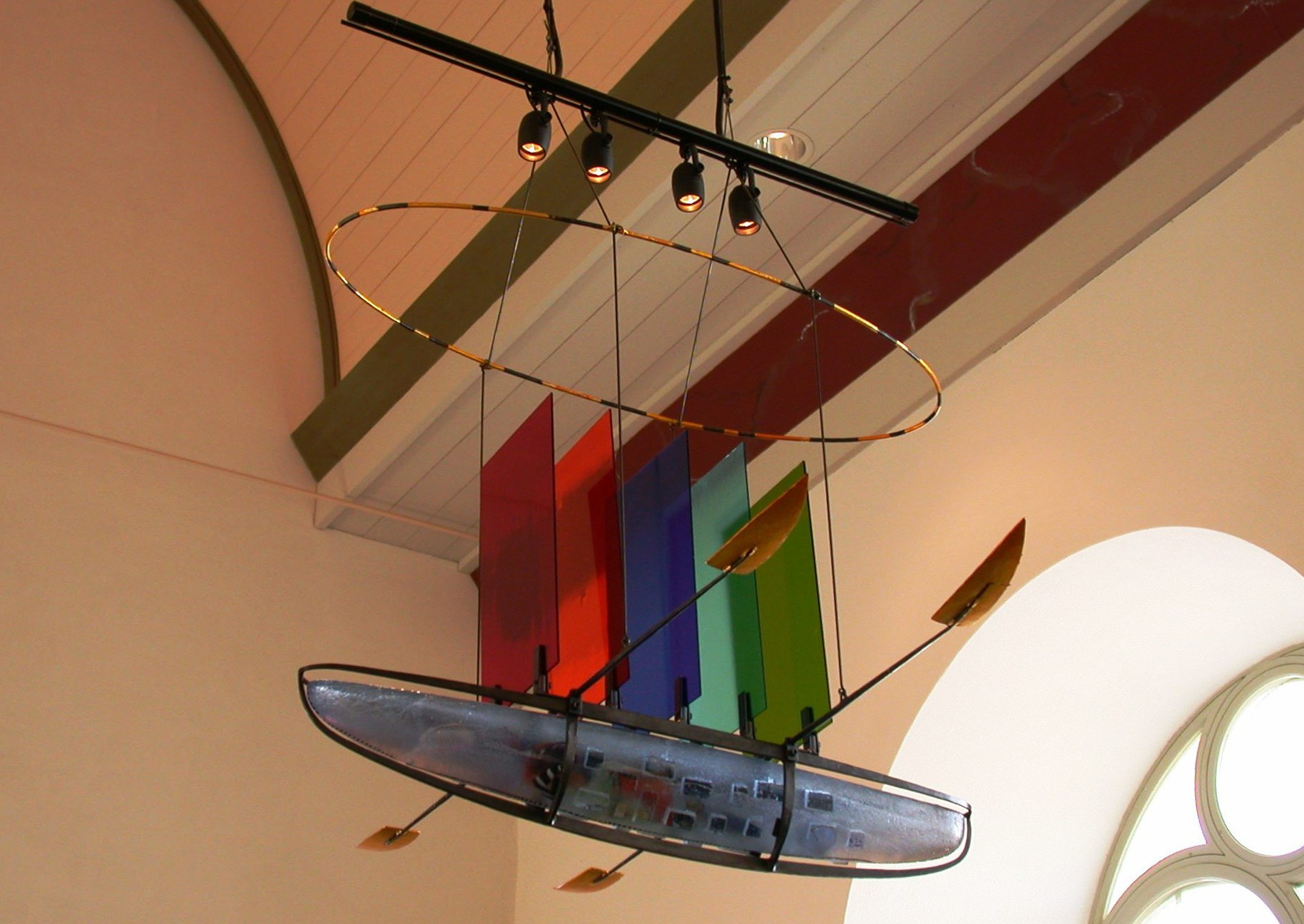
Votivskepp i Ryssby kyrka (2005)
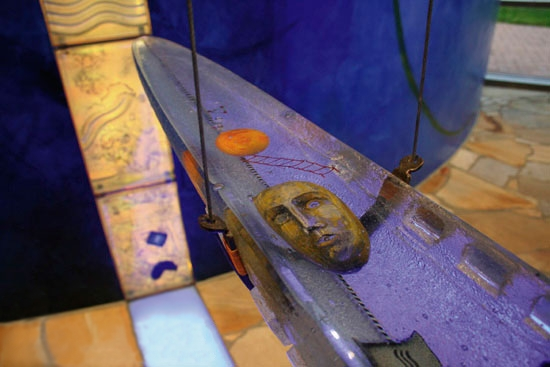
Die Reise (2007)